# 25. Flak-Division
A 25. Flak-Division (em português: Vigésima-quinta Divisão Antiaérea) foi uma divisão de defesa antiaérea da Luftwaffe durante a Alemanha Nazi, que prestou serviço na Segunda Guerra Mundial.

## Comandantes
- Walter von Hippel, (1 de abril de 1944 - 10 de fevereiro de 1945)[2]
- Oskar Vorbrugg, (10 de fevereiro de 1945 - 2 de maio de 1945)[2]